# 11809 Shinnaka
11809 Shinnaka este o planetă minoră (asteroid) din centura de asteroizi. A fost descoperită pe 2 martie 1981 la Observatorul Siding Spring de Schelte J. Bus și a fost numită după Yoshiharu Shinnaka⁠(d). 
Obiectul prezintă o orbită caracterizată de o semiaxă mare de 2,2626629 UAi, o excentricitate de 0,06, o înclinație de 4,70683 ° în raport cu ecliptica.